# الله بلاغي
الله بلاغي (بالفارسية: الله بلاغی) هي مستوطنة تقع في قسم اجارود الغربي الريفي في إيران. يقدر عدد سكانها بـ 29 نسمة .